# Vurnon Anita
Vurnon San Benito Anita (Willemstad, Curaçao, 4 april 1989) is een Nederlands-Curaçaos profvoetballer die doorgaans als verdedigende middenvelder speelt. Anita speelde in 2010 drie wedstrijden in het Nederlands voetbalelftal, waarna hij in 2021 voor het Curaçaos voetbalelftal koos. 

## Clubcarrière

### Ajax
Anita verhuisde met zijn familie naar Nederland toen hij acht maanden oud was, maar keerde op zesjarige leeftijd weer terug naar Curaçao. Waar hij in Nederland vooral actief was als voetballer - hij was reeds op jonge leeftijd aangemeld bij VV Maarssen - toonde het enig kind in zijn geboorteland meer interesse in honkbal. Desondanks besloot hij op aanmoediging van zijn ouders door te gaan met eerstgenoemde sport, omdat daar meer toekomstperspectieven zouden liggen. Om het talent van Anita een grotere kans te geven zich te ontwikkelen besloot zijn familie in 1997 voor de tweede maal naar Nederland te verhuizen, waar de toekomstige profvoetballer zich opnieuw aanmeldde bij de amateurclub uit Maarssen. In zijn eerste seizoen speelde hij zich tijdens een met 1-0 gewonnen oefenwedstrijd tegen een jeugdelftal van Ajax in het oog van scouts van de eredivisionist. Tijdens de jaarlijkse talentendagen van de Amsterdamse club, enige tijd later, werd hij geselecteerd voor de E1-junioren.
De eerste jaren in de jeugdopleiding van Ajax vielen de middenvelder zwaar, vooral vanwege het hogere niveau en de lastige combinatie met school. Nadat hij zijn vmbo-diploma haalde, koos Anita voor een mbo-opleiding economie aan het Johan Cruyff College. Nadat hij een half jaar later bij de A-selectie werd gehaald stopte hij echter met de opleiding.
De verdedigende middenvelder maakte in het seizoen 2005/06 op zondag 19 maart 2006 op zestienjarige leeftijd zijn profdebuut in de hoofdmacht van Ajax, in een met 3-2 verloren uitwedstrijd tegen FC Groningen. Hij werd daarmee de op een na jongste debutant in het eerste elftal van de Amsterdamse club, achter Clarence Seedorf. Anita speelde dat seizoen nog wel mee met Ajax in de Gatorade Cup-wedstrijd (tegenwoordig KNVB beker) tegen Roda JC, maar kwam verder niet aan spelen toe.
In het daaropvolgende seizoen speelde Anita ook weer zeer weinig in Ajax 1. Hij deed twee wedstrijden mee, thuis in de competitie tegen Excelsior (2-2 gelijkspel) en in de UEFA Cup uit tegen Werder Bremen (3-0 verlies). Wederom kwam hij tot een wedstrijd in competitieverband.
In het seizoen 2007-08 speelde Anita geen enkele wedstrijd in Ajax 1 en werd genoemd als kandidaat om verhuurd te worden. Anita bleef echter bij Ajax en speelde vooral in Jong Ajax, waar hij uitgroeide tot een belangrijke schakel. Hij zat wel op de bank tijdens de Johan Cruijff Schaal, die gewonnen werd.
Anita keerde in het seizoen 2008/09 terug in Ajax 1. Anita maakte zijn terugkeer in Ajax 1 een thuiswedstrijd in de UEFA Cup tegen Borac Cacak, die Ajax met 2-0 won. Anita speelde sindsdien met regelmaat mee met de hoofdmacht, al was dat hoofdzakelijk als vervanger van geblesseerde basisspelers. Gedurende dat seizoen kwam hij tot zestien wedstrijden. Hij scoorde niet.
In het seizoen 2009/10 wordt Anita vanwege een schorsing van Urby Emanuelson en een blessure van Thimothée Atouba door trainer Martin Jol op de linksbackpositie gepositioneerd. Hij weet door z'n felheid z'n gebrek aan lengte dusdanig te compenseren dat hij sindsdien op deze positie vrijwel altijd in de basis staat. Mede daardoor werd hij geselecteerd voor het Nederlands elftal voor het WK 2010 in Zuid-Afrika. Hij mocht een wedstrijd meedoen, maar viel op het laatst toch weg uit de selectie. Hij speelde 26 wedstrijden dat seizoen. Hij werd met Ajax tweede in de competitie achter FC Twente. Wel won Ajax de KNVB beker tegen Feyenoord.
Frank de Boer verving in december 2010 Martin Jol. Onder Frank de Boer wordt Anita met name als verdedigende middenvelder gezien. In de wedstrijd tegen AZ speelde hij goed en scoorde op de assist van Cvitanich. De Boer gaf na de wedstrijd aan dat Anita zich in de basis heeft geknokt. Op 22 april 2011 maakten zowel Frank de Boer als zijn zaakwaarnemer bekend dat Anita zijn in 2012 aflopende contract had verlengd tot de zomer van 2014.
Bijna een jaar later op 11 maart 2012 speelde Anita zijn 100ste competitiewedstrijd voor Ajax en kwam daarmee in de Club van 100. Hiermee was hij tevens de 100ste Nederlander die 100 competitiewedstrijden voor Ajax speelde. Verder werd deze bijzondere wedstrijd voor hem thuis gespeeld in de Amsterdam Arena en mocht Anita de volle 90 minuten spelen. Uiteindelijk werd de wedstrijd tegen RKC Waalwijk gewonnen met 3-0. Bij Ajax won Anita in zowel seizoen 2010/11, als in het seizoen 2011/12 met Ajax de landstitel. In de loop van de seizoenen heeft Anita een steeds belangrijkere rol bij Ajax gekregen. Hij speelde voornamelijk als linksback en/of verdedigende middenvelder.

### Newcastle United
Newcastle United was al weken bezig met een transfer van Anita, maar eerst liet Ajax hem niet gaan. Uiteindelijk toen Newcastle het bod verhoogde naar 8.5 miljoen wisten de clubs tot een akkoord te komen. Anita kwam al snel zelf tot een persoonlijk akkoord.
De transfer werd op 16 augustus officieel bekendgemaakt door Ajax. Op zaterdag 18 augustus 2012 maakte Anita zijn debuut voor Newcastle United in de 2-1 gewonnen thuiswedstrijd tegen Tottenham Hotspur, hij kwam in de 71e minuut in de ploeg voor Yohan Cabaye. Zijn Europese debuut maakte hij op donderdag 23 augustus 2012 in de uitwedstrijd tegen de Griekse ploeg Atromitos die eindigde in 1-1. Anita begon deze wedstrijd voor het eerst in de basis en speelde de volledige wedstrijd. Zijn eerste officiële doelpunt maakte Anita op 8 november 2012 in de UEFA Europa League wedstrijd uit bij Club Brugge (2-2). Met Newcastle United bereikte Anita de kwartfinale van de UEFA Europa League 2012/13 waarin het werd uitgeschakeld door het Portugeese SL Benfica. In totaal kwam Anita 11 keer in actie in de Europa League 2012/13 en scoorde hierin 1 keer.
Op 30 november 2013 speelde Anita zijn 50e officiële wedstrijd voor Newcastle, in de Premier League thuiswedstrijd tegen West Bromwich Albion die met 2-1 werd gewonnen verving hij in de Papiss Cissé. Op 1 maart 2014 scoorde Anita zijn eerste Premier League doelpunt voor Newcastle in de uitwedstrijd bij Hull City zette hij in de 93e minuut de 4-1 eindstand op het scorebord.
Onder de nieuwe trainer Steve McClaren was Anita tijdens het seizoen 2015/16 uitgegroeid tot een vaste waarde op het middenveld. In de eerste seizoenshelft speelde hij achttien van de negentien wedstrijden. Op 28 december 2015 in het uitduel met West Bromwich Albion viel hij na een half uur spelen uit met een hamstringblessure. Gevreesd werd voor een lange afwezigheid,  waarna McClaren aangaf dat het een fikse aderlating zou zijn als Newcastle het zonder Anita zou moeten doen. Anita degradeerde aan het eind van het seizoen 2015/16 met Newcastle United naar de Championship. Nadat directe concurrent Sunderland op 11 mei 2016 won van Everton werd het voor Newcastle één speelronde voor het einde van de competitie onmogelijk om nog boven de degradatiestreep te komen.
In het daaropvolgende seizoen 2016/17 wist Anita met Newcastle echter meteen weer te promoveren naar de hoogste afdeling. Op de slotdag, gespeeld op zondag 7 mei 2017, won zijn ploeg met 3-0 van Barnsley FC door treffers van Ayoze Pérez, Chancel Mbemba en Dwight Gayle. Newcastle eindigde daardoor als eerste in de Football League Championship, met één punt voorsprong op het eveneens gepromoveerde Brighton & Hove Albion. Anita kwam in het kampioensjaar 27 keer in actie voor zijn club.

### Leeds United
Anita vertrok in juli 2017 transfervrij naar Leeds United. Hij tekende een contract tot 2020. Leeds verhuurde hem in augustus 2018 voor een jaar aan Willem II.

### CSKA Sofia
In februari 2020 tekende Anita een contract bij CSKA Sofia. Hij maakte op 29 februari 2020 zijn competitiedebuut, in een met 2-1 verloren uitwedstrijd tegen FK Tsarsko Selo. Hij viel in de zestigste minuut in voor Kristiyan Malinov. Anita maakte op 3 maart 2020 zijn debuut in het Bulgaarse bekertoernooi, in een met 2-1 gewonnen thuiswedstrijd tegen Botev Vratsa.

### RKC Waalwijk
Anita maakte medio 2020 na een succesvolle stage zijn rentree in de Eredivisie en tekende een eenjarig contract bij RKC Waalwijk. Hij speelde ruim 29 wedstrijden voor de ploeg uit Waalwijk en leverde een bijdrage aan de handhaving van RKC Waalwijk.

### FC Volendam
Na een periode bij Al-Orubah in Saoedi-Arabië keerde Anita terug in Nederland, bij FC Volendam. In zijn eerste seizoen won hij met zijn club het kampioenschap van de Keuken Kampioen Divisie. FC Volendam deed de op amateurbasis bij de club spelende Anita in de zomerstop  een contractaanbieding, maar de middenvelder wees deze af.

## Clubstatistieken
| Seizoen         | Club             |                        | Competitie            | Competitie | Competitie | Beker | Beker | Internationaal | Internationaal | Overig | Overig | Totaal | Totaal |
| Seizoen         | Club             | Wed.                   | Competitie            | Dlp.       | Wed.       | Dlp.  | Wed.  | Dlp.           | Wed.           | Dlp.   | Wed.   | Dlp.   |        |
| --------------- | ---------------- | ---------------------- | --------------------- | ---------- | ---------- | ----- | ----- | -------------- | -------------- | ------ | ------ | ------ | ------ |
| 2005/06         | Ajax             | Vlag van Nederland     | Eredivisie            | 1          | 0          | 1     | 0     | 0              | 0              | 0      | 0      | 2      | 0      |
| 2006/07         | Ajax             | Vlag van Nederland     | Eredivisie            | 1          | 0          | 0     | 0     | 1              | 0              | 0      | 0      | 2      | 0      |
| 2007/08         | Ajax             | Vlag van Nederland     | Eredivisie            | 0          | 0          | 0     | 0     | 0              | 0              | 0      | 0      | 0      | 0      |
| 2008/09         | Ajax             | Vlag van Nederland     | Eredivisie            | 16         | 0          | 0     | 0     | 5              | 0              | 0      | 0      | 21     | 0      |
| 2009/10         | Ajax             | Vlag van Nederland     | Eredivisie            | 26         | 0          | 5     | 1     | 4              | 0              | 0      | 0      | 35     | 1      |
| 2010/11         | Ajax             | Vlag van Nederland     | Eredivisie            | 31         | 3          | 4     | 1     | 10             | 0              | 1      | 0      | 46     | 4      |
| 2011/12         | Ajax             | Vlag van Nederland     | Eredivisie            | 33         | 2          | 2     | 0     | 8              | 0              | 1      | 0      | 44     | 2      |
| 2012/13         | Ajax             | Vlag van Nederland     | Eredivisie            | 1          | 0          | 0     | 0     | 0              | 0              | 1      | 0      | 2      | 0      |
| Club totaal     | Club totaal      | Club totaal            | Club totaal           | 109        | 5          | 12    | 2     | 28             | 0              | 3      | 0      | 152    | 7      |
| 2012/13         | Newcastle United | Vlag van Engeland      | Premier League        | 25         | 0          | 1     | 0     | 11             | 1              | 0      | 0      | 37     | 1      |
| 2013/14         | Newcastle United | Vlag van Engeland      | Premier League        | 34         | 1          | 3     | 0     | 0              | 0              | 0      | 0      | 37     | 1      |
| 2014/15         | Newcastle United | Vlag van Engeland      | Premier League        | 19         | 0          | 2     | 0     | 0              | 0              | 0      | 0      | 21     | 0      |
| 2015/16         | Newcastle United | Vlag van Engeland      | Premier League        | 28         | 1          | 1     | 0     | 0              | 0              | 0      | 0      | 29     | 1      |
| 2016/17         | Newcastle United | Vlag van Engeland      | Championship          | 27         | 0          | 4     | 0     | 0              | 0              | 0      | 0      | 31     | 0      |
| Club totaal     | Club totaal      | Club totaal            | Club totaal           | 133        | 2          | 11    | 0     | 11             | 1              | 0      | 0      | 155    | 3      |
| 2017/18         | Leeds United     | Vlag van Engeland      | Championship          | 18         | 0          | 4     | 0     | 0              | 0              | 0      | 0      | 22     | 0      |
| Club totaal     | Club totaal      | Club totaal            | Club totaal           | 18         | 0          | 4     | 0     | 0              | 0              | 0      | 0      | 22     | 0      |
| 2018/19         | Willem II (huur) | Vlag van Nederland     | Eredivisie            | 27         | 0          | 4     | 0     | 0              | 0              | 0      | 0      | 31     | 0      |
| Club totaal     | Club totaal      | Club totaal            | Club totaal           | 27         | 0          | 4     | 0     | 0              | 0              | 0      | 0      | 31     | 0      |
| 2019/20         | CSKA Sofia       | Vlag van Bulgarije     | Parva Liga            | 2          | 0          | 1     | 0     | 0              | 0              | 0      | 0      | 3      | 0      |
| Club totaal     | Club totaal      | Club totaal            | Club totaal           | 2          | 0          | 1     | 0     | 0              | 0              | 0      | 0      | 3      | 0      |
| 2020/21         | RKC Waalwijk     | Vlag van Nederland     | Eredivisie            | 29         | 0          | 0     | 0     | 0              | 0              | 0      | 0      | 29     | 0      |
| 2021/22         | RKC Waalwijk     | Vlag van Nederland     | Eredivisie            | 32         | 1          | 2     | 0     | 0              | 0              | 0      | 0      | 34     | 1      |
| 2022/23         | RKC Waalwijk     | Vlag van Nederland     | Eredivisie            | 34         | 2          | 0     | 0     | 0              | 0              | 0      | 0      | 34     | 2      |
| Club totaal     | Club totaal      | Club totaal            | Club totaal           | 95         | 3          | 2     | 0     | 0              | 0              | 0      | 0      | 97     | 3      |
| 2023/24         | Al-Orubah        | Vlag van Saoedi-Arabië | First Division League | 32         | 2          | 1     | 0     | 0              | 0              | 0      | 0      | 33     | 2      |
| Club totaal     | Club totaal      | Club totaal            | Club totaal           | 32         | 2          | 1     | 0     | 0              | 0              | 0      | 0      | 33     | 2      |
| 2024/25         | FC Volendam      | Vlag van Nederland     | Eerste divisie        | 12         | 0          | 0     | 0     | 0              | 0              | 0      | 0      | 12     | 0      |
| Club totaal     | Club totaal      | Club totaal            | Club totaal           | 12         | 0          | 0     | 0     | 0              | 0              | 0      | 0      | 12     | 0      |
| Carrière totaal | Carrière totaal  | Carrière totaal        | Carrière totaal       | 428        | 12         | 35    | 2     | 39             | 1              | 3      | 0      | 505    | 15     |

Bijgewerkt op 10 mei 2025.

## Interlandcarrière
Jeugelftallen
Als jeugdinternational begon Anita bij onder 15 jaar. In de drie wedstrijden die hij voor dit elftal speelde was hij elke keer trefzeker. Hij was met Nederland –17 in 2005 actief op Europees kampioenschap (in Italië). Op dit EK kwam Anita alle wedstrijden in actie en eindigde hij met Nederland op de tweede plaats. Ook was hij, drie maanden later, actief op het Wereldkampioenschap (in Peru). Op dit WK speelde hij opnieuw alle wedstrijden en eindigde hij met Nederland op een derde plaats. Anita speelde kwam in totaal 28 keer in actie voor Nederland –17 waarmee hij recordhouder was; geen enkele speler speelde meer interlands voor –17. In 2012 werd dit record geëvenaard door Nathan Aké. Verder kwam Anita nog uit voor de elftallen onder 19 en 20 jaar.
Als jeugdinternational kwam Anita uit voor het Nederlands elftal onder 17, 19 en 20 jaar.
| Jeugdinterlands van Vurnon Anita | Jeugdinterlands van Vurnon Anita | Jeugdinterlands van Vurnon Anita | Jeugdinterlands van Vurnon Anita | Jeugdinterlands van Vurnon Anita | Jeugdinterlands van Vurnon Anita |
| Team (№ interlands)              | Datum                            | Wedstrijd                        | Uitslag                          | Soort Wedstrijd                  | Doelpunten                       |
| Als speler bij Ajax              | Als speler bij Ajax              | Als speler bij Ajax              | Als speler bij Ajax              | Als speler bij Ajax              | Als speler bij Ajax              |
| -------------------------------- | -------------------------------- | -------------------------------- | -------------------------------- | -------------------------------- | -------------------------------- |
| Onder 15 (1.)                    | 25 november 2003                 | Nederland - Wales                | 2 – 0                            | Vriendschappelijk                | 24'                              |
| Onder 15 (2.)                    | 27 november 2003                 | Nederland - Wales                | 1 – 1                            | Vriendschappelijk                | 63'                              |
| Onder 15 (3.)                    | 21 april 2004                    | Polen - Nederland                | 0 – 5                            | Vriendschappelijk                | 20', 75'                         |
| Onder 17 (1.)                    | 5 augustus 2004                  | Japan - Nederland                | 2 – 1                            | Vriendschappelijk                |                                  |
| Onder 17 (2.)                    | 8 augustus 2004                  | Nederland - Zuid-Korea           | 2 – 3                            | Vriendschappelijk                |                                  |
| Onder 17 (3.)                    | 15 september 2004                | Nederland - België               | 2 – 0                            | Vriendschappelijk                |                                  |
| Onder 17 (4.)                    | 29 september 2004                | Nederland - Zwitserland          | 4 – 2                            | Vriendschappelijk                | 45'                              |
| Onder 17 (5.)                    | 19 oktober 2004                  | Nederland - Wales                | 0 – 0                            | EK-kwalificatie '05              |                                  |
| Onder 17 (6.)                    | 21 oktober 2004                  | Nederland - Armenië              | 6 – 1                            | EK-kwalificatie '05              |                                  |
| Onder 17 (7.)                    | 23 oktober 2004                  | Turkije - Nederland              | 1 – 1                            | EK-kwalificatie '05              |                                  |
| Onder 17 (8.)                    | 9 maart 2005                     | Nederland - Oostenrijk           | 3 – 1                            | Vriendschappelijk                |                                  |
| Onder 17 (9.)                    | 26 maart 2005                    | Letland - Nederland              | 0 – 4                            | EK-kwalificatie '05              |                                  |
| Onder 17 (10.)                   | 28 maart 2005                    | Nederland - Tsjechië             | 1 – 2                            | EK-kwalificatie '05              | 53'                              |
| Onder 17 (11.)                   | 30 maart 2005                    | Duitsland - Nederland            | 2 – 3                            | EK-kwalificatie '05              | 75'                              |
| Onder 17 (12.)                   | 3 mei 2005                       | Kroatië - Nederland              | 2 – 2                            | EK 2005 groepsfase               |                                  |
| Onder 17 (13.)                   | 5 mei 2005                       | Zwitserland - Nederland          | 0 – 0                            | EK 2005 groepsfase               |                                  |
| Onder 17 (14.)                   | 8 mei 2005                       | Nederland - Israël               | 2 – 1                            | EK 2005 groepsfase               |                                  |
| Onder 17 (15.)                   | 11 mei 2005                      | Italië - Nederland               | 0 – 1                            | EK 2005 halve finale             |                                  |
| Onder 17 (16.)                   | 14 mei 2005                      | Nederland - Turkije              | 0 – 2                            | EK 2005 finale                   |                                  |
| Onder 17 (17.)                   | 17 september 2005                | Nederland - Qatar                | 5 – 3                            | WK 2005 groepsfase               |                                  |
| Onder 17 (18.)                   | 20 september 2005                | Nederland - Brazilië             | 1 – 2                            | WK 2005 groepsfase               |                                  |
| Onder 17 (19.)                   | 23 september 2005                | Gambia - Nederland               | 0 – 2                            | WK 2005 groepsfase               |                                  |
| Onder 17 (20.)                   | 26 september 2005                | Verenigde Staten - Nederland     | 0 – 2                            | WK 2005 kwartfinale              |                                  |
| Onder 17 (21.)                   | 29 september 2005                | Mexico - Nederland               | 4 – 0                            | WK 2005 halve finale             |                                  |
| Onder 17 (22.)                   | 2 oktober 2005                   | Nederland - Turkije              | 2 – 1                            | WK 2005 troostfinale             |                                  |
| Onder 17 (23.)                   | 14 december 2005                 | Frankrijk - Nederland            | 1 – 0                            | Vriendschappelijk                |                                  |
| Onder 17 (24.)                   | 25 februari 2006                 | Portugal - Nederland             | 2 – 2                            | Algarve Cup '06                  |                                  |
| Onder 17 (25.)                   | 26 februari 2006                 | Frankrijk - Nederland            | 1 – 1                            | Algarve Cup '06                  |                                  |
| Onder 17 (26.)                   | 28 februari 2006                 | Nederland - Ierland              | 0 – 1                            | Algarve Cup '06                  |                                  |
| Onder 17 (27.)                   | 26 maart 2006                    | Duitsland - Nederland            | 1 – 1                            | EK-kwalificatie '06              |                                  |
| Onder 17 (28.)                   | 28 maart 2006                    | Nederland - Noord-Ierland        | 3 – 1                            | EK-kwalificatie '06              |                                  |
| Onder 19 (1.)                    | 5 september 2006                 | Engeland - Nederland             | 0 – 0                            | Vriendschappelijk                |                                  |
| Onder 19 (2.)                    | 6 oktober 2006                   | Wit-Rusland - Nederland          | 1 – 3                            | EK-kwalificatie '07              | 88'                              |
| Onder 19 (3.)                    | 9 oktober 2006                   | Nederland - Macedonië            | 1 – 0                            | EK-kwalificatie '07              |                                  |
| Onder 19 (4.)                    | 11 oktober 2006                  | Ierland - Nederland              | 2 – 0                            | EK-kwalificatie '07              |                                  |
| Onder 19 (5.)                    | 23 maart 2007                    | Nederland - Schotland            | 1 – 1                            | Vriendschappelijk                | 65'                              |
| Onder 19 (6.)                    | 28 maart 2007                    | Turkije - Nederland              | 1 – 0                            | Vriendschappelijk                |                                  |
| Onder 19 (7.)                    | 15 mei 2007                      | Tsjechië - Nederland             | 0 – 2                            | EK-kwalificatie '07              |                                  |
| Onder 19 (8.)                    | 17 mei 2007                      | Engeland - Nederland             | 1 – 2                            | EK-kwalificatie '07              |                                  |
| Onder 19 (9.)                    | 20 mei 2007                      | Nederland - Rusland              | 0 – 0                            | EK-kwalificatie '07              |                                  |
| Onder 19 (10.)                   | 7 september 2007                 | Duitsland - Nederland            | 3 – 1                            | Vriendschappelijk                |                                  |
| Onder 19 (11.)                   | 11 september 2007                | Zwitserland - Nederland          | 0 – 1                            | Vriendschappelijk                |                                  |
| Onder 19 (12.)                   | 24 mei 2008                      | Rusland - Nederland              | 2 – 2                            | EK-kwalificatie '08              |                                  |
| Onder 19 (13.)                   | 26 mei 2008                      | Nederland - Griekenland          | 1 – 2                            | EK-kwalificatie '08              |                                  |
| Onder 20 (1.)                    | 10 oktober 2008                  | Oekraïne - Nederland             | 0 – 0                            | Vriendschappelijk                |                                  |
| Onder 20 (2.)                    | 11 februari 2009                 | Nederland - Griekenland          | 4 – 1                            | Vriendschappelijk                |                                  |

Jong Oranje
Op 11 augustus 2009 debuteerde Anita voor Jong Oranje in een oefeninterland tegen Jong Engeland die in 0-0 eindigde. Verder was hij nog actief tijdens enkele kwalificatie wedstrijden voor het EK in Denemarken waar Jong Oranje zich niet voor wist te kwalificeren.
| Interlands van Vurnon Anita Jong Oranje | Interlands van Vurnon Anita Jong Oranje | Interlands van Vurnon Anita Jong Oranje | Interlands van Vurnon Anita Jong Oranje | Interlands van Vurnon Anita Jong Oranje | Interlands van Vurnon Anita Jong Oranje |
| №                                       | Datum                                   | Wedstrijd                               | Uitslag                                 | Soort Wedstrijd                         | Goals                                   |
| Als speler bij Ajax                     | Als speler bij Ajax                     | Als speler bij Ajax                     | Als speler bij Ajax                     | Als speler bij Ajax                     | Als speler bij Ajax                     |
| --------------------------------------- | --------------------------------------- | --------------------------------------- | --------------------------------------- | --------------------------------------- | --------------------------------------- |
| 1.                                      | 11 augustus 2009                        | Nederland - Engeland                    | 0 – 0                                   | Vriendschappelijk                       |                                         |
| 2.                                      | 4 september 2009                        | Nederland - Finland                     | 2 – 0                                   | EK-kwalificatie '11                     |                                         |
| 3.                                      | 9 oktober 2009                          | Finland - Nederland                     | 0 – 1                                   | EK-kwalificatie '11                     |                                         |
| 4.                                      | 13 oktober 2009                         | Polen - Nederland                       | 0 – 4                                   | EK-kwalificatie '11                     |                                         |
| 5.                                      | 17 november 2009                        | Nederland - Spanje                      | 2 – 1                                   | EK-kwalificatie '11                     |                                         |
| 6.                                      | 3 maart 2010                            | Nederland - Polen                       | 3 – 2                                   | EK-kwalificatie '11                     |                                         |

### Nederlands elftal
In de voorbereiding voor het WK 2010 in Zuid-Afrika zit Anita bij de voorlopige selectie van het Nederlands elftal. Hij gaat mee naar het trainingskamp in Oostenrijk. Hij moest strijden voor een plek in de definitieve selectie als linksback. Hij is uiteindelijk niet geselecteerd voor het Nederlands Elftal. Op 26 mei 2010 debuteerde Anita in Oranje tegen Mexico (2-1). Hij maakte deel uit van de voorlopige selectie voor het EK 2012, maar viel op zaterdag 26 mei 2012 af voor de definitieve 23-koppige selectie, net als Siem de Jong, Jeremain Lens en Adam Maher. Daarna was Anita lang niet in beeld bij het Nederlands elftal. Pas op 22 augustus 2015 werd hij weer opgeroepen door de nieuwe bondscoach Danny Blind. Hij nam Anita op in de 31-koppige voorselectie voor de EK-kwalificatieduels met IJsland en Turkije. Een week later maakte Blind bekend dat hij ook geselecteerd was voor de definitieve selectie.
| Interlands van Vurnon Anita voor Nederland | Interlands van Vurnon Anita voor Nederland | Interlands van Vurnon Anita voor Nederland | Interlands van Vurnon Anita voor Nederland | Interlands van Vurnon Anita voor Nederland | Interlands van Vurnon Anita voor Nederland |
| №                                          | Datum                                      | Wedstrijd                                  | Uitslag                                    | Competitie                                 | Goals                                      |
| ------------------------------------------ | ------------------------------------------ | ------------------------------------------ | ------------------------------------------ | ------------------------------------------ | ------------------------------------------ |
|                                            |                                            |                                            |                                            |                                            |                                            |
| Als speler bij AFC Ajax                    |                                            |                                            |                                            |                                            |                                            |
| 1.                                         | 26 mei 2010                                | Nederland – Mexico                         | 2 – 1                                      | Vriendschappelijk                          |                                            |
| 2.                                         | 11 augustus 2010                           | Oekraïne – Nederland                       | 1 – 1                                      | Vriendschappelijk                          |                                            |
| 3.                                         | 7 september 2010                           | Nederland – Finland                        | 2 – 1                                      | Kwalificatie EK 2012                       |                                            |

### Curaçao
Dankzij de in 2020 door de FIFA versoepelde regels voor voetballers die willen wisselen van land, terwijl ze al wedstrijden gespeeld hebben voor een nationale ploeg, mocht Anita uitkomen voor het Curaçaos voetbalelftal. Hij maakte op 25 maart 2021 zijn debuut voor Curaçao in de WK-kwalificatiewedstrijd tegen Saint Vincent en de Grenadines (5-0 winst).
| Interlands van Vurnon Anita voor Curaçao | Interlands van Vurnon Anita voor Curaçao | Interlands van Vurnon Anita voor Curaçao | Interlands van Vurnon Anita voor Curaçao | Interlands van Vurnon Anita voor Curaçao | Interlands van Vurnon Anita voor Curaçao |
| №                                        | Datum                                    | Wedstrijd                                | Uitslag                                  | Competitie                               | Goals                                    |
| Als speler bij RKC Waalwijk              | Als speler bij RKC Waalwijk              | Als speler bij RKC Waalwijk              | Als speler bij RKC Waalwijk              | Als speler bij RKC Waalwijk              |                                          |
| ---------------------------------------- | ---------------------------------------- | ---------------------------------------- | ---------------------------------------- | ---------------------------------------- | ---------------------------------------- |
| 1.                                       | 25 maart 2021                            | Curaçao − Saint Vincent en de Grenadines | 5 − 0                                    | Kwalificatie WK 2022                     |                                          |
| 2.                                       | 28 maart 2021                            | Cuba − Curaçao                           | 1 − 2                                    | Kwalificatie WK 2022                     |                                          |
| 3.                                       | 5 juni 2021                              | Britse Maagdeneilanden − Curaçao         | 0 − 8                                    | Kwalificatie WK 2022                     |                                          |
| 4.                                       | 9 juni 2021                              | Curaçao − Guatemala                      | 0 − 0                                    | Kwalificatie WK 2022                     |                                          |
| 5.                                       | 13 juni 2021                             | Panama − Curaçao                         | 2 − 1                                    | Kwalificatie WK 2022                     |                                          |
| 6.                                       | 16 juni 2021                             | Curaçao − Panama                         | 0 − 0                                    | Kwalificatie WK 2022                     |                                          |

Europa onder 18
Op basis van een sterk toernooi met het Nederlands jeugdelftal onder de 17 jaar, werd Anita opgeroepen voor het Europees voetbalelftal onder 18. Hiermee was hij de enige Nederlander die geselecteerd werd voor het toernooi om de UEFA/CAF Meridian Cup. Op 27 februari 2007 maakte Anita zijn debuut voor de Europese selectie in de wedstrijd tegen het Afrikaans jeugdelftal (6-1 winst). In een elftal met onder meer Bojan Krkić en Aarón Ñíguez won het Europees jeugdelftal de hoofdprijs. Anita speelde in totaal twee wedstrijden, waarin hij zelf niet wist te scoren.
- Europa −18

| Jaar   | Competitie            | Wed. | Dlp. |
| ------ | --------------------- | ---- | ---- |
| 2007   | UEFA/CAF Meridian Cup | 2    | 0    |
| Totaal | Totaal                | 2    | 0    |

## Erelijst
Met  Ajax
| Nationaal            |    |                           |
| Eredivisie           | 2x | 2010/11, 2011/12          |
| KNVB beker           | 3x | 2005/06, 2006/07, 2009/10 |
| Johan Cruijff Schaal | 2x | 2006, 2007                |

Met  Newcastle United
| Nationaal                    |    |         |
| Football League Championship | 1x | 2016/17 |

Met  Europa onder 18
| Competitie            | Aantal | Jaren |
| --------------------- | ------ | ----- |
| UEFA/CAF Meridian Cup | 1x     | 2007  |

## Trivia
- Anita rapt onder de artiestennaam JR. Hij nam een track op met medevoetballers Leroy Fer, Ryan Babel (artiestennaam Rio) en Mitchell Burgzorg (artiestennaam Priester).